# Klaus Adomeit
Klaus Adomeit (* 1. Januar 1935 in Memel; † 4. Februar 2019) war ein deutscher Rechtswissenschaftler, der von 1975 bis 2000 als Professor Rechtstheorie, Bürgerliches Recht, Rechtsinformatik und Arbeitsrecht an der Freien Universität Berlin lehrte.

## Leben und Wirken
Nach dem Abitur 1954 in Bremerhaven studierte er Rechtswissenschaften an der Georg-August-Universität Göttingen. Als wissenschaftliche Hilfskraft war er von 1958 bis 1960 für Wolfgang Siebert an der Ruprecht-Karls-Universität Heidelberg tätig. 1959 wurde er mit der Arbeit Die Regelungsabrede als die neben der Betriebsvereinbarung zulässige Ausübungsform der Mitbestimmung in sozialen Angelegenheiten (§ 56 BetrVG, § 67 PersVG) zum Dr. jur. promoviert. Er absolvierte das Zweite juristische Staatsexamen und wurde wissenschaftlicher Mitarbeiter bei Hans Carl Nipperdey zunächst in Kassel und später an der Universität zu Köln. Im Jahr 1968 habilitierte er sich mit der von Wolfgang Zöllner betreuten Arbeit Rechtsquellenfragen im Arbeitsrecht.
1975 wurde Adomeit Professor für Rechtstheorie und Arbeitsrecht an der Freien Universität Berlin. Ab 1984 war er Präsident der Deutsch-Spanischen Juristenvereinigung. 1990 war er kurzzeitig Leiter des Ressorts Justiz der Bezirksverwaltung Frankfurt (Oder). 1996 wurde er Dekan der Rechtswissenschaftlichen Fakultät der FU Berlin. Seit 2000 war er emeritiert. 2003 wurde er ständiger Gastprofessor der Rechtsfakultät von Granada. Er ist unter anderem Mitverfasser eines Gesetzeskommentars zum Allgemeinen Gleichbehandlungsgesetz und des Standardwerks Arbeitsrecht (14. Auflage). Er veröffentlichte auch unter dem Pseudonym Civis Romanus. Ihm wurde 1994 der Ludwig-Erhard-Preis für Wirtschaftspublizistik verliehen.

## Schriften (Auswahl)
- Rechtsquellenfragen im Arbeitsrecht. 1969 (zugleich Habilitationsschrift 1968).
- Gestaltungsrechte, Rechtsgeschäfte, Ansprüche. Zur Stellung der Privatautonomie im Rechtssystem (= Schriften zur Rechtstheorie, Heft 13). Duncker & Humblot, Berlin 1969.
- mit Peter Hanau: Arbeitsrecht. 3. Auflagen 1974; 14. Auflage, Luchterhand, Neuwied 2007, ISBN 978-3-472-06645-3.
- Antike Denker über den Staat. Eine Einführung in die politische Philosophie. v. Decker (UTB), Heidelberg u. a. 1982, ISBN 3-7685-4781-7.
- Ovid über die Liebe. Sein Lehrgedicht „Ars amatoria“, erläutert mit Hinweisen auf Goethes Römische Elegien (= Heidelberger Forum, Band 107). Müller, Heidelberg 1999, ISBN 3-8114-9914-9.
- Aristoteles über die Freundschaft. 4. Auflage, C. F. Müller Verlag, Heidelberg 2003, ISBN 978-3-811452497.
- BGB – Bürgerliches Gesetzbuch. Eine Orientierungshilfe für Neugierige, Erstaunte, Verzweifelte und Frustrierte. Mit dem vollständigen BGB-Text auf CD-ROM. BWV, Berlin 2005, ISBN 3-8305-1094-2.
- Einführung in das spanische Recht. Das Verfassungs-, Zivil-, Wirtschafts- und Arbeitsrecht Spaniens (= Schriftenreihe der Juristischen Schulung, Band 119). 3. Auflage, Beck, München 2007, ISBN 978-3-406-54908-3.
- Hans Carl Nipperdey als Anreger für eine Neubegründung des juristischen Denkens. In: Stefan Grundmann, Karl Riesenhuber (Hrsg.): Deutschsprachige Zivilrechtslehrer in Berichten ihrer Schüler. Eine Ideengeschichte in Einzeldarstellungen. Band 1, Berlin 2007, S. 148–165.
- Latein für Jurastudenten. Ein Einstieg in das Juristenlatein. 5. Auflage, BWV, Berlin 2009, ISBN 978-3-8305-1718-4.
- mit Jochen Mohr: Allgemeines Gleichbehandlungsgesetz (AGG). Kommentar zum AGG und zu den anderen Diskriminierungsverboten. Boorberg, Stuttgart u. a. 2011, ISBN 978-3-415-04656-6.
- mit Susanne Hähnchen: Rechtstheorie für Studenten. 6. Auflage, Müller, Heidelberg u. a. 2012, ISBN 978-3-8114-9879-2.